# Kanojo mo Kanojo – Gelegenheit macht Liebe
Kanojo mo Kanojo – Gelegenheit macht Liebe (japanisch カノジョも彼女 Kanojo mo Kanojo), auch bekannt als Girlfriend, Girlfriend, ist eine Manga-Serie von Hiroyuki, die zwischen 2020 und 2023 in Japan erschien. 2021 erschien eine Anime-Adaption von Studio Tezuka Productions.

## Inhalt
Naoya Mukai hat vor kurzem eine Beziehung mit seiner Kindheitsfreundin Saki Saki begonnen. Nagisa Minase ist Naoyas Klassenkameradin und sie beschließt, ihm auch ihre Gefühle zu gestehen. Nach anfänglichem Zögern nimmt Naoya ihre Bitte an, auch ihr Freund zu werden. Naoya beschließt Saki und Nagisa gleichzeitig als Freundinnen zu haben. Da Naoya derzeit allein lebt, weil seine Eltern beruflich woanders leben, beschließen Saki und Nagisa bei Naoya zu leben. Später kommt noch die Metuberin Milika hinzu, die mit allen Mitteln versucht, Naoyas nächste Freundin zu werden und Saki Saki und Nagisa vertreiben will.

## Veröffentlichung
Der Manga erschien zwischen März 2020 und Mai 2023 im Magazin Shūkan Shōnen Magazine beim Verlag Kodansha. Dieser brachte die Kapitel auch gesammelt in insgesamt 15 Bänden heraus.
Im April 2021 kündigte der deutsche Manga-Verleger Manga Cult vier neue Lizenzen für den Herbst an, darunter auch Kanojo mo Kanojo. Von Oktober 2021 bis Juni 2024 erschien die Serie vollständig auf Deutsch unter dem Titel Kanojo mo Kanojo – Gelegenheit macht Liebe. Im Februar 2021 kündigte Kodansha USA die digitale Veröffentlichung der Serie in Nordamerika an und der erste Band wurde am 6. April 2021 veröffentlicht.

## Anime
Eine Adaption als Anime entstand beim Studio Tezuka Productions unter der Regie von Satoshi Kuwabara, das Drehbuch schrieb Keiichirō Ōchi und das Charakterdesign entwarf Akiko Toyoda. Die 25 Minuten langen Folgen werden seit dem 3. Juli 2021 von JNN und AT-X in Japan ausgestrahlt. Die Plattform Crunchyroll veröffentlicht die Serie international per Streaming, unter anderem mit deutschen und englischen Untertiteln.
Am 15. September 2022 wurde die Produktion einer zweiten Staffel offiziell bestätigt, ohne dabei weitere Details zu nennen.
Am 6. Oktober 2023 erschien die erste Folge der zweiten Staffel.

### Synchronisation
| Rolle          | japanischer Sprecher (Seiyū) |
| -------------- | ---------------------------- |
| Naoya Mukai    | Junya Enoki                  |
| Saki Saki      | Ayane Sakura                 |
| Nagisa Minase  | Azumi Waki                   |
| Rika Hoshizaki | Ayana Taketatsu              |
| Shino Kiryū    | Rie Takahashi                |

### Musik
Die Musik der Serie komponierten Miki Sakurai und Tatsuhiko Saiki. Das Vorspannlied ist Fuzaketenai ze von Necry Talkie und der Abspann ist unterlegt mit Pinky Hook von Momo Asakura.